# Terra nullius
Terra nullius (al plurale, terrae nullius) è una locuzione latina derivata dal diritto romano che significa letteralmente "terra che non appartiene a nessuno".

## Nozione
Viene usata in diritto internazionale per descrivere un territorio che non è mai stato sottoposto alla sovranità di alcuno Stato, oppure sul quale qualsiasi precedente Stato sovrano abbia espressamente o implicitamente rinunciato alla sovranità. La sovranità di tale territorio può essere ottenuta mediante occupazione, sebbene in alcuni casi ciò possa configurarsi come violazione di leggi o trattati internazionali.

## Casi diterra nullius

### Terra di Palestina
Nella conferenza di Berlino del 1884 venne individuata come tale la Terra di Palestina (attuale Stato di Israele).

### Terra di Marie Byrd
Dalle rivendicazioni territoriali in Antartide è esclusa la Terra di Marie Byrd la cui rivendicazione è sospesa dal trattato Antartico del 1959.

### Bir Tawil
Bir Tawil è un'area disabitata di 2.060 km² situata tra Egitto e Sudan e non reclamata da nessuno dei due paesi. La situazione si è venuta a creare a causa della mancata coincidenza tra i confini del 1899 e quelli del 1902, uno dei due colloca l'area di Bir Tawil sotto il controllo del Sudan e l'area molto più ampia del Triangolo di Hala'ib sotto il controllo dell'Egitto, l'altra versione dei confini prevede l'esatto opposto. Ognuno dei due Stati si appella alla validità del confine che permette il controllo del Triangolo di Hala'ib, area molto più grande e affacciata sul Mar Rosso e il piccolo territorio di Bir Tawil rimane non rivendicato. De facto è controllato dall'Egitto ma non riportato sulle mappe ufficiali del paese.  

### Gornja Siga e aree di confine tra Serbia e Croazia

In giallo i territori contesi; Liberland in verde

Sul confine tra Serbia e Croazia vi sono diverse piccole aree sulla riva orientale del Danubio che sono contese fra i due Stati. Oltre a queste vi sono anche alcune piccole aree sulla riva occidentale del fiume che non sono invece rivendicate da nessuno dei due Stati: la Croazia sostiene che siano territorio serbo, per contro la Serbia non riconosce queste aree. La principale tra queste aree è Gornja Siga, vi sono poi altre tre, molto più piccole, chiamate pockets. A Gornja Siga nel 2015 è stata fondata la micronazione di Liberland, poco dopo sono sorte altre micronazioni come il regno di Enclava e nel 2019 Verdis nella pocket 3.

## Controversie e casi nel passato
A partire dagli anni '70 del XX secolo, in Australia, ma anche in Canada, si è iniziato a mettere in discussione la colonizzazione basata, all'epoca, sull'idea che le terre fossero terra nullius ignorando o non considerando che i territori erano già abitati da popolazioni native con usi, tradizioni e principi giuridici tramandati oralmente e imponendo quella che prese il nome di discovery doctrine. L'avvio di un'analisi più approfondita dei legami delle popolazioni native con i territori venne dato da una causa che vedeva contrapposte la popolazione Yolngu e un'azienda mineraria (Milirrpum v Nabalco Pty Ltd) a proposito della sovranità sulla penisola di Gove nel Territorio del Nord. Gli aborigeni persero la causa ma in seguito venne costituita una commissione che portò alla redazione di leggi a favore del riconoscimento dei diritti delle popolazioni native (Aboriginal Land Rights Act 1976) fino alla cosiddetta sentenza Mabo del 1992.

### Isole Svalbard
Nel XVII secolo la sovranità sull'arcipelago delle Svalbard era contesa fra Scozia, Gran Bretagna, Repubblica delle Sette Province Unite e Danimarca-Norvegia. Spedizioni da ognuno di questi paesi visitavano regolarmente le isole soprattutto d'estate per la caccia alle balene.
Nel XIX secolo le isole erano contese tra Russia e Norvegia, nel 1909 il giurista corso Camille Piccioni descrisse le isole come fino ad ora terra nullius.
La contesa venne risolta tramite il Trattato delle Svalbard del 9 febbraio 1920 che assegnò le isole alla Norvegia.

### Secca di Scarborough
Nella controversia intorno alla secca di Scarborough, due rocce emerse nel Mar Cinese Meridionale, le Filippine sostengono la sovranità sull'area in base alla terra nullius e della Zona economica esclusiva; la Cina sostiene invece la scoperta da parte di pescatori cinesi nel XIII secolo. Una sentenza del 2016 ha negato la legittimità della cosiddetta linea dei nove tratti, sulla quale la Cina basava le sue rivendicazioni.

### Sahara Occidentale
In seguito alla controversia territoriale sul Sahara Occidentale, il Marocco interpellò la Corte internazionale di giustizia per un parere sullo stato di terra nullius di questo territorio all'epoca della conquista spagnola del 1885. La Corte espresse parere negativo.